# Брежнёв, Геннадий Иванович
Геннадий Иванович Брежнёв (укр. Геннадій Іванович Брежньов; 28 октября (10) ноября 1913 — 7 октября 1953) — украинский советский поэт, прозаик, переводчик. Член Союза писателей Украины с 1940 года.

## Биография
Родился в семье рабочего — бывшего крестьянина из Курской губернии, который прибыл в Харьков в поисках работы.
В 1929 году Брежнёв окончил семилетку и поступил в школу фабрично-заводского обучения при кондитерской фабрике «Октябрь», там же впоследствии работал мастером-конфетчиком. Тогда же начал писать стихи. С 1933 года печатался на страницах газет и журналов «Молодой большевик», «Советская литература», «Литературный журнал», «Пионерия».
В 1932—1935 годах учился в Харьковском педагогическом институте.
В 1935—1937 годах служил в рядах Красной армии, где активно сотрудничал с армейской печатью. Демобилизовавшись, работал в харьковской окружной красноармейской газете.
В 1940 году Брежнёв переехал на Буковину, где работал в черновицкой газете.
В годы Великой Отечественной войны, окончив в 1943 году офицерское училище в Манглиси (Грузинская ССР), работал в газете Закавказского фронта «Боец РККА», печатал стихи, очерки, рассказы.
После войны Брежнёв вернулся к творческой работе. Жил и работал в Харькове.

## Творчество
Творческая биография Геннадия Брежнёва началась во время работы на кондитерской фабрике, где при клубе действовала литературная студия, члены которой принимали участие в создании репертуара для рабочих театральных групп.
В начале 1941 года в Черновцах увидела свет первая книга Брежнёва — сборник стихов для детей «Слон и его друзья на стадионе».
Автор сборников лирики «Челом тебе, земля» (Харьков, 1948), «На родных берегах» (Харьков, 1951). Посмертно издан сборник «Стихотворения» (Киев, 1954), «Весенний запев» (Киев, 1959).
Произведения Брежнёва рассказывают о подвиге народа в Великой Отечественной войне, передают радость рождения, возвращения к мирной жизни.
Наследие поэта содержит патриотическую, интимную, пейзажную лирику, две поэмы. Брежнёв умел одной-двумя строками создать целостную образную картину.
Заметное место в творчестве поэта занимают басни: сборники «Басни» (Харьков, 1951, 1952, 1954), «Юмор и сатира» (Харьков, 1959). Две басни Брежнёва — «Заяц-бюрократ» и «Сорока-вертихвостка» — включены в антологию «Украинская басня» (Украинська байка. — К.: Дніпро, 1983). Её составители — литературоведы Борис Деркач и Виктор Косяченко, — характеризуя басни Геннадия Брежнёва, отмечают: 
Его прежде всего волнует не столько соответствие жизненно-художественных реалий, сколько то, чтобы аккумулировать в рассказе определённый заряд комизма — идёт ли речь о клубе, где «танцуют и Медведи», или же об учреждении, в котором к неказистому, казалось бы, Зайцу нельзя подступиться даже Зайчихе. Намечаемый юмористический эффект в дальнейшем усиливается путём изобретательного изображения ситуации, остроумной передачи диалога и монолога, живым и энергичным темпом свободного стиха и, наконец, афористической формулировкой вывода из произведения.
Перевёл на украинский язык поэму Михаила Лермонтова «Бородино», пьесу Райниса «Вей, ветерок!».
В 1963 году в Киеве издано «Избранное» Геннадия Брежнёва.